# Rosulabryum andersonii
Rosulabryum andersonii là một loài Rêu trong họ Bryaceae. Loài này được (H.A. Crum) J.R. Spence mô tả khoa học đầu tiên năm 2009.